# Ja Morant
Temetrius Jamel Morant, detto Ja (Dalzell, 10 agosto 1999), è un cestista statunitense, professionista nella NBA con i Memphis Grizzlies.
Seconda scelta assoluta al draft del 2019, è considerato uno dei più grandi talenti emergenti della pallacanestro americana e mondiale.

## Biografia
Morant è nato a Dalzell, nella Carolina del Sud, figlio di Tee e Jamie Morant. Suo padre era compagno di Ray Allen alla high school, prima di smettere dopo la nascita del figlio e diventare barbiere. Morant si allenava nel cortile di casa con il padre, che gli ha insegnato lo step-back e gli ha comprato pneumatici per trattori, così da poter esercitare il salto su una superficie morbida. Morant ha anche giocato nel circuito AAU con i South Carolina Hornets, giocando per una stagione con Zion Williamson, la prima scelta del Draft nel quale Morant si è reso eleggibile.

## Caratteristiche tecniche
(Kevin Durant, 2022)

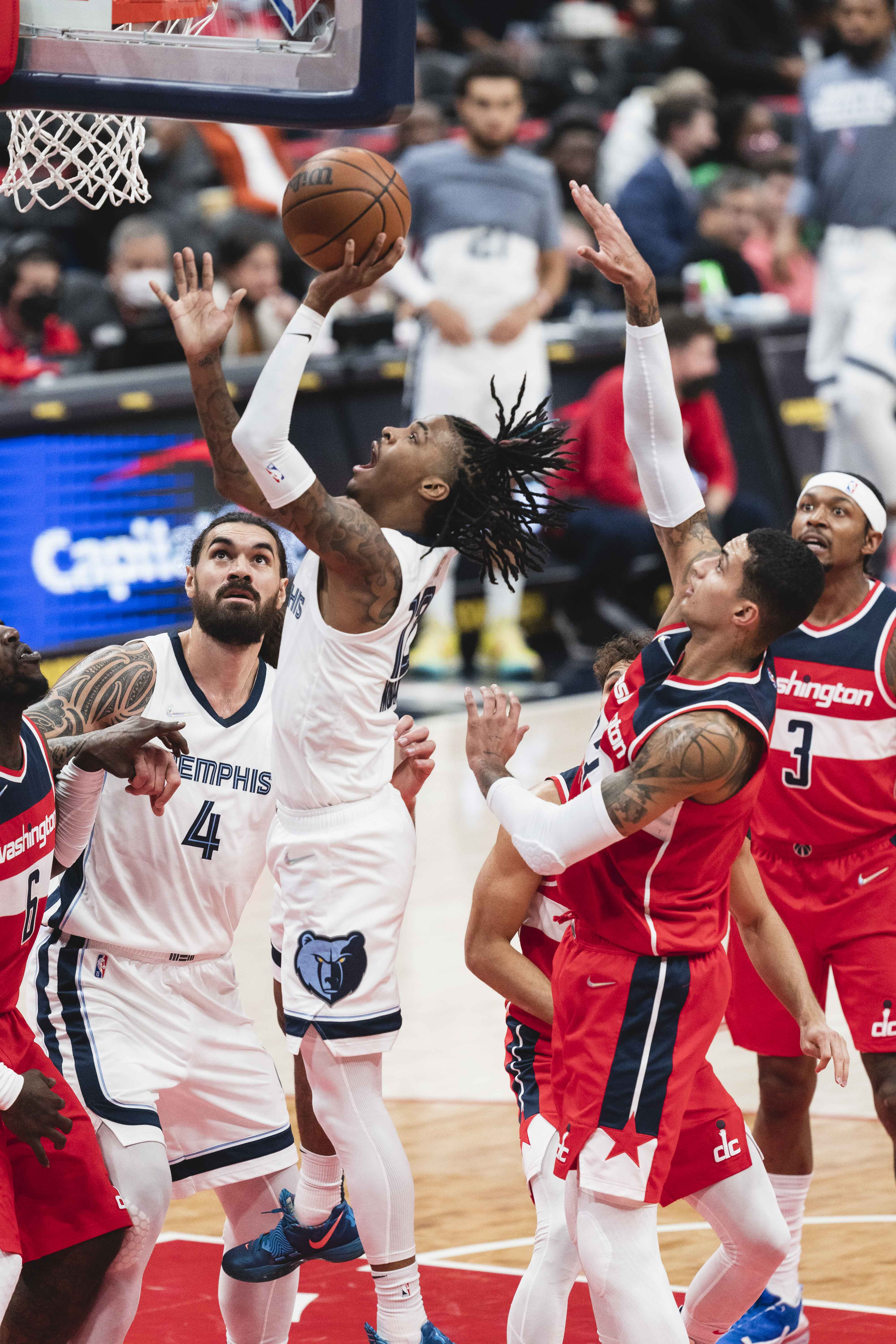
Morant esegue un layup

Playmaker alto appena 188 cm, Morant compensa i limiti di altezza con eccezionali doti atletiche. Giocatore esplosivo e imprevedibile, è dotato di una coordinazione e di un salto verticale notevoli, come dimostrano stoppate e schiacciate spettacolari ormai diventate parte del suo stile di gioco. È un giocatore impavido che non ha paura di affrontare giocatori più alti o tentare traguardi difficili. Alcuni esperti hanno definito lo stile di gioco di Morant pericoloso per la sua salute facendo spesso riferimento a Derrick Rose, giocatore molto simile a lui e la cui carriera è stata condannata dagli infortuni.
Nonostante la velocità di cui dispone, gioca sotto controllo e non tende ad affrettare l’azione. Preferisce tirare dal pitturato, dove è uno dei più efficienti, piuttosto che dalla linea dei tre punti, dove ha mostrato qualche debolezza. La sua visione di gioco e il suo tempismo lo rendono un ottimo passatore. Nonostante la destra sia la sua mano dominante, usa molto bene anche la sinistra. Per via del suo stile di gioco è spesso stato paragonato a Russell Westbrook, che Morant ha dichiarato essere il suo giocatore preferito.

## Carriera

### High School
Morant ha frequentato la Crestwood High School di Sumter, Carolina del Sud, diventando il miglior marcatore di sempre della scuola con 1679 punti. Durante i quattro anni alle superiori, Morant ha vinto tre volte il premio di MVP della regione, ed è stato nominato per due volte nel quintetto All-State della Carolina del Sud. Nonostante i numerosi premi, Morant ricevette un'offerta da South Carolina, Duquesne, Maryland Eastern Shore, South Carolina State e Wofford. Venne poi scoperto accidentalmente da James Kane, assistant coach di Murray State, una piccola università del Kentucky, che lo notò in una partita tre contro tre nella palestra della scuola. Dopo aver contattato l'allenatore di Murray State, Matt McMahon, l'università decise di offrirgli una borsa di studio, che il giocatore accettò durante una cena a casa dell'allenatore.è stato un grande giocatore fino dai tempi della high school.

### College
Durante la stagione da freshman, Morant tiene le medie di 12,7 punti, 6,5 rimbalzi e 6,3 assist, venendo nominato nel primo quintetto All-OVC e diventando il settimo freshman in 25 anni a concludere la stagione con almeno 150 assist, 150 rimbalzi e 10 stoppate con almeno il 42% dal campo.
La seconda stagione al college vede l'esplosione definitiva di Morant. Dopo la partenza di giocatori fondamentali come Jonathan Stark e Terrell Miller, Morant prende in mano le redini della squadra, iniziando a ricevere significative attenzioni dagli esperti di Draft NBA. Durante la stagione diventa il primo giocatore in 20 anni a realizzare una partita da almeno 40 punti, 10 assist e 5 palle rubate, infrange il record di tiri liberi realizzati consecutivamente in una partita e quello di assist realizzati in una singola stagione della OVC.
Dopo essere stato nominato giocatore dell'anno della OVC, grazie alle medie di 24,5 punti, 5,7 rimbalzi e 10 assist in stagione, Morant trascina Murray State alla vittoria nel torneo della OVC (dove viene nominato MVP della manifestazione) e fino al torneo NCAA, dove il sogno della squadra del Kentucky si infrange contro Florida State, nonostante i 28 punti di Morant.
Dopo la fantastica stagione, ormai considerato uno dei tre migliori giocatori della sua classe, decide di rendersi eleggibile al Draft NBA 2019.

### NBA

#### Stagione da rookie e primi playoff (2019-2021)

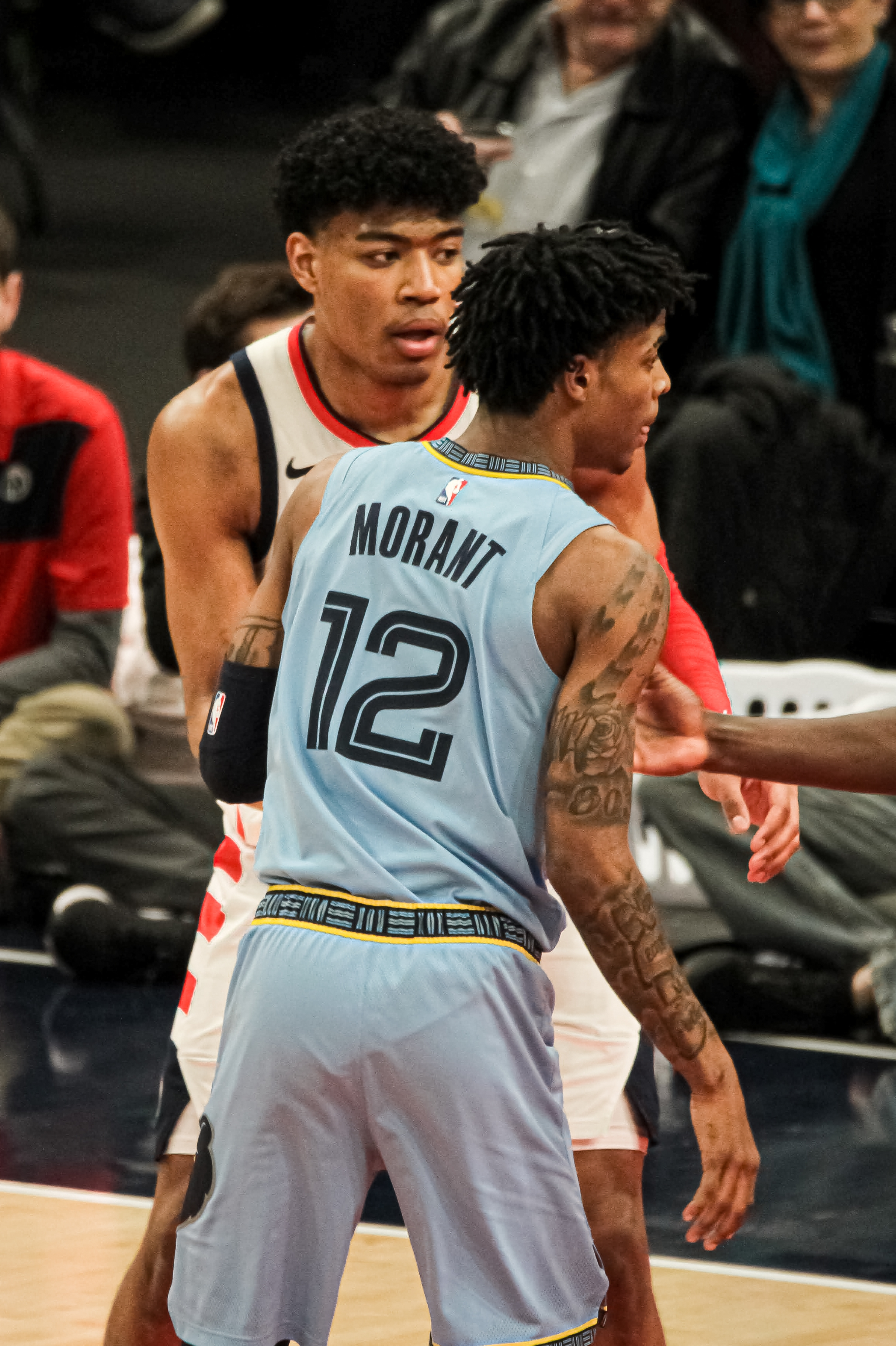
Morant affronta l'altro rookie Rui Hachimura

Senza alcuna sorpresa, Morant viene selezionato come seconda scelta assoluta al Draft 2019 dai Memphis Grizzlies. Il 2 luglio 2019, firma con i Memphis Grizzlies. Il 23 ottobre 2019, fa il suo debutto in NBA, nella sconfitta contro i Miami Heat 101-120 mettendo a referto 14 punti, 4 rimbalzi, 4 assist, una rubata e una stoppata. Conduce una prima stagione ottima portando i Grizzlies vicini alla post-season perdendo l'ultima gara utile per il passaggio ai playoff contro i Portland Trail Blazers i quali vincono il play-in stabilito a causa della stagione ridotta dovuta allo scoppio della pandemia di Covid-19.
Il 3 settembre 2020 viene nominato Rookie of the Year, succedendo nel premio a Luka Dončić e precedendo nella speciale classifica Kendrick Nunn e Zion Williamson.
Il 24 dicembre 2020, Morant ha registrato il suo record di punti in una partita, segnandone 44 nella sconfitta contro i San Antonio Spurs. I Grizzlies hanno terminato la stagione 2020-2021 alla nona posizione della Western Conference, qualificandosi per i play-in, dove hanno battuto prima i San Antonio Spurs e poi i Golden State Warriors ai supplementari, trascinati da Morant con 20 punti nella prima partita e 35 nella seconda e assicurando a Memphis un posto nei playoffs per la prima volta dopo quattro anni. Due giorni dopo, Morant ha fatto il suo debutto nei playoffs contro i primi classificati Utah Jazz, mettendo a segno 26 punti, 4 rimbalzi e 4 assist e portando i Grizzlies a una sorprendente vittoria per 112-109. Morant ha segnato 47 punti e 7 assist nella seconda gara, non riuscendo però a far vincere Memphis. Utah ha in seguito vinto la serie per 4-1, eliminando i Grizzlies al primo round.

#### Prima da All-Star e Most Improved Player (2021-2022)

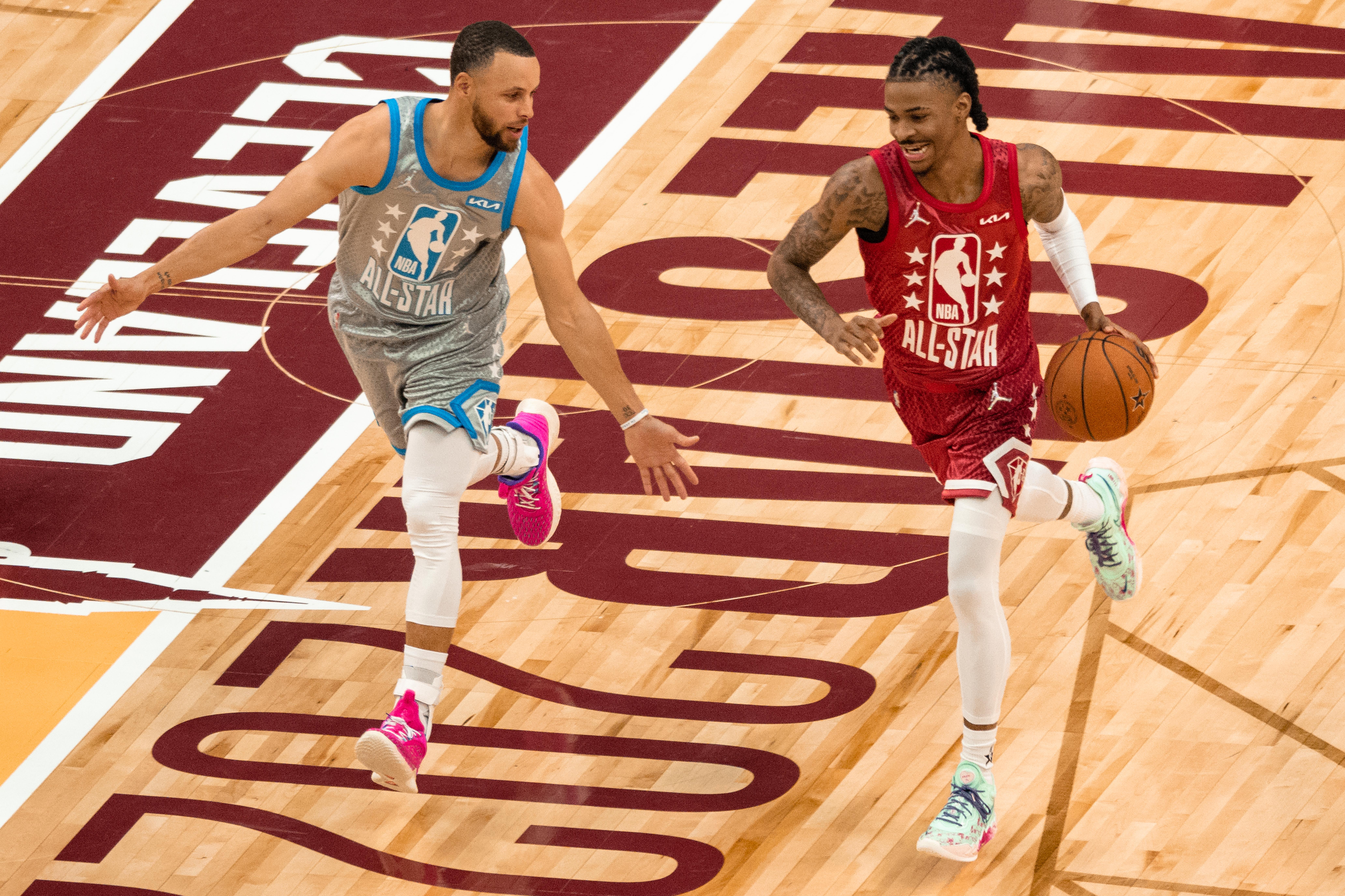
Morant contro Stephen Curry durante l'All-Star Game 2022

La stagione 2021-2022 inizia al meglio per Morant, che trascina i Grizzlies con una media di 26.8 punti a partita, candidandosi al premio di MVP della regular season. Nel mese di gennaio viene scelto come titolare per la Western Conference all'All-Star Weekend 2022, sua prima partecipazione.
Il 16 febbraio 2022 ha eguagliato il suo record di punti in una partita di regular season, segnandone 44 nella sconfitta contro i Portland Trail Blazers. Il 26 febbraio successivo, nella vittoria contro i Chicago Bulls, Morant ha registrato un nuovo record personale di punti in una singola partita, mettendone a segno 46. Pochi giorni dopo, nella notte del 1º marzo 2022, ha migliorato ulteriormente codesto record, segnandone 52 nella partita vinta contro i San Antonio Spurs. Nonostante le 25 partite saltate, Morant è stato nominato Most Improved Player della stagione, premio conferito al giocatore che più si è migliorato rispetto alla stagione precedente.
I Grizzlies hanno terminato la stagione regolare con 56 vittorie e 26 sconfitte, eguagliando il record di franchigia e presentandosi ai playoff come seconda testa di serie a Ovest. Al primo round, Morant e compagni hanno affrontato i Minnesota Timberwolves, risolvendo la serie in 6 gare. Con i 16 punti, 10 assist e 10 rimbalzi messi a segno in gara-3, Morant ha registrato la sua quinta tripla doppia in carriera, nonché la prima nella storia dei playoff della sua franchigia. In semifinale di Conference i Grizzlies si sono trovati contro i Golden State Warriors. Dopo la sconfitta in gara-1, Morant ha sorpreso in gara-2 mettendo a referto 47 punti, 8 assist, 8 rimbalzi e 3 rubate e portando Memphis alla vittoria. Durante il quarto quarto di gara-3 si è infortunato al ginocchio destro e ha dovuto saltare il resto della serie, poi vinta dai Warriors in 6 partite.

#### Seconda da All-Star e controversie fuori dal campo (2022-)
Il 6 luglio 2022, Morant ha firmato un contratto quinquennale con i Grizzlies da 193 milioni di dollari più eventuali bonus. Nelle prime due partite della stagione 2022-23, Morant ha segnato un totale di 83 punti, stabilendo un record di franchigia. Nella vittoria contro i New York Knicks del 27 novembre 2022, Morant ha registrato la sua quinta tripla doppia in regular season con 27 punti, 10 rimbalzi e 14 assist, eguagliando il primato di franchigia di Marc Gasol. Il 7 dicembre successivo, nella vittoria contro gli Oklahoma City Thunder, con 26 punti, 13 rimbalzi e 11 assist ha superato Gasol in triple doppie. Il 2 febbraio 2023 Morant è stato selezionato per la seconda volta per l'All-Star Game, in questo caso come riserva per la Western Conference. Il 28 febbraio Morant ha registrato una tripla doppia da 39 punti, 10 assist e 10 rimbalzi nella vittoria contro i Los Angeles Lakers.
Il 4 marzo 2023 è stato rivelato che l'NBA aveva avviato un'indagine su una diretta Instagram di Morant in cui il cestista mostrava una pistola in un locale a Glendale, in Colorado, poche ore dopo una sconfitta contro i Denver Nuggets. Lo stesso giorno i Memphis Grizzlies hanno annunciato che il giocatore non avrebbe preso parte alle due partite successive. Morant ha in seguito rilasciato una dichiarazione ufficiale, affermando che avrebbe lasciato la squadra per un periodo di tempo indefinito al fine di gestire lo stress e il suo benessere generale, per poi disattivare i suoi profili social. A questo proposito, il giocatore ha iniziato un percorso di recupero tenuto in Florida. L'8 marzo è stato annunciato dai Grizzlies che Morant sarebbe stato assente per le prossime quattro partite. Lo stesso giorno, il Dipartimento di Polizia di Glendale ha rilasciato una dichiarazione in cui è comunicato che non vi sono abbastanza prove per una accusa penale ai danni del cestista e che conseguentemente l'indagine su di lui si è chiusa. Il 15 marzo Morant ha incontrato a New York il commissario della NBA Adam Silver per discutere sulle recenti controversie. In seguito a questa conversazione, Silver ha affermato che il cestista ha mostrato sincero pentimento e rimorso per il suo comportamento e che ha compreso le sue responsabilità fuori dal campo. Lo stesso giorno la lega ha annunciato di avere sospeso Morant per le successive otto partite senza paga. La sospensione copriva anche le partite che aveva già saltato dal giorno dell'accaduto, il che significa che avrebbe potuto tornare in campo il 20 marzo.
Il 2 aprile 2023, nella sconfitta contro i Chicago Bulls, Morant ha messo a segno 17 punti, 10 assist e 10 rimbalzi per la sua undicesima tripla doppia in carriera e settima stagionale. Terminata la stagione regolare con 51 vittorie e il secondo posto a Ovest, i Grizzlies hanno incontrato i Lakers al primo round dei playoff 2023. In gara-3 Morant ha segnato 45 punti, servito 13 assist e catturato 9 rimbalzi, non riuscendo però a vincere la partita. La serie si è conclusa in 6 gare con la vittoria dei losangelini.
Il 14 maggio 2023, due mesi dopo la prima sanzione, Morant è stato sospeso da tutte le attività di squadra dai Memphis Grizzlies per aver mostrato nuovamente una pistola durante una diretta Instagram, in questo caso sull'account di un suo amico. Il 1º giugno Adam Silver ha affermato di avere preso una decisione al riguardo, che sarebbe stata annunciata una volta concluse le finali NBA. Il 16 giugno 2023 la NBA ha annunciato che Morant sarà sospeso per le prime 25 partite della stagione 2023-24 senza stipendio e, durante questo periodo, non potrà partecipare a nessuna attività pubblica relativa alla lega, comprese le partite pre-stagione. Morant ha dichiarato che continuerà a lavorare sulla sua salute mentale e sul suo processo decisionale e che si allenerà per essere pronto a tornare in campo.
Il 19 dicembre 2023, Morant è tornato dalla squalifica, ha segnato 27 dei suoi 34 punti nel secondo tempo insieme a un tiro vincente nella vittoria per 115-113 contro i New Orleans Pelicans. L'8 gennaio 2024, è stato riferito che Morant si sarebbe sottoposto a un intervento chirurgico alla spalla destra, che pone  fine alla stagione, dopo aver subito una sublussazione durante l'allenamento della squadra.

## Statistiche
| * | Primo nella lega |

### NCAA
| Anno      | Squadra           | PG | PT | MP   | TC%  | 3P%  | TL%  | RP  | AP    | PRP | SP  | PP   |
| --------- | ----------------- | -- | -- | ---- | ---- | ---- | ---- | --- | ----- | --- | --- | ---- |
| 2017-2018 | Murray St. Racers | 32 | 32 | 34,0 | 45,9 | 30,7 | 80,6 | 6,5 | 6,3   | 0,9 | 0,4 | 12,7 |
| 2018-2019 | Murray St. Racers | 33 | 33 | 36,6 | 49,9 | 36,3 | 81,3 | 5,7 | 10,0* | 1,8 | 0,8 | 24,5 |
| Carriera  | Carriera          | 65 | 65 | 35,3 | 48,5 | 34,3 | 81,0 | 6,1 | 8,2   | 1,4 | 0,6 | 18,7 |

#### Massimi in carriera
- Massimo di punti: 40 vs Southern Illinois-Edwardsville (19 gennaio 2019)[81]
- Massimo di rimbalzi: 13 vs Missouri State (24 novembre 2018)
- Massimo di assist: 18 vs Tennessee-Martin (10 gennaio 2019)
- Massimo di palle rubate: 5 (4 volte)
- Massimo di stoppate: 3 (2 volte)
- Massimo di minuti giocati: 40 (12 volte)

### NBA

#### Regular Season
| Anno      | Squadra           | PG  | PT  | MP   | TC%  | 3P%  | TL%  | RP  | AP  | PRP | SP  | PP   |
| --------- | ----------------- | --- | --- | ---- | ---- | ---- | ---- | --- | --- | --- | --- | ---- |
| 2019-2020 | Memphis Grizzlies | 67  | 67  | 31,0 | 47,7 | 33,5 | 77,6 | 3,9 | 7,3 | 0,9 | 0,3 | 17,8 |
| 2020-2021 | Memphis Grizzlies | 63  | 63  | 32,6 | 44,9 | 30,3 | 72,8 | 4,0 | 7,4 | 0,9 | 0,2 | 19,1 |
| 2021-2022 | Memphis Grizzlies | 57  | 57  | 33,1 | 49,3 | 34,4 | 76,1 | 5,7 | 6,7 | 1,2 | 0,4 | 27,4 |
| 2022-2023 | Memphis Grizzlies | 61  | 59  | 31,9 | 46,6 | 30,7 | 74,8 | 5,9 | 8,1 | 1,1 | 0,3 | 26,2 |
| 2023-2024 | Memphis Grizzlies | 9   | 9   | 35,3 | 47,1 | 27,5 | 81,3 | 5,6 | 8,1 | 0,8 | 0,6 | 25,1 |
| 2024-2025 | Memphis Grizzlies | 50  | 50  | 30,4 | 45,4 | 30,9 | 82,4 | 4,1 | 7,3 | 1,2 | 0,2 | 23,2 |
| Carriera  | Carriera          | 307 | 305 | 31,9 | 46,9 | 31,6 | 76,6 | 4,7 | 7,4 | 1,0 | 0,3 | 22,6 |
| All-Star  | All-Star          | 2   | 2   | 18,8 | 60,0 | 0,0  | -    | 2,0 | 3,0 | 0,5 | 0,0 | 6,0  |

#### Play-off
| Anno     | Squadra           | PG | PT | MP   | TC%  | 3P%  | TL%  | RP  | AP   | PRP | SP  | PP   |
| -------- | ----------------- | -- | -- | ---- | ---- | ---- | ---- | --- | ---- | --- | --- | ---- |
| 2021     | Memphis Grizzlies | 5  | 5  | 40,6 | 48,7 | 32,3 | 77,5 | 4,8 | 8,2  | 0,4 | 0,0 | 30,2 |
| 2022     | Memphis Grizzlies | 9  | 9  | 37,6 | 44,0 | 34,0 | 74,7 | 8,0 | 9,8* | 2,0 | 0,4 | 27,1 |
| 2023     | Memphis Grizzlies | 5  | 5  | 37,4 | 42,5 | 41,9 | 76,9 | 6,8 | 7,0  | 1,8 | 0,2 | 24,6 |
| 2025     | Memphis Grizzlies | 3  | 3  | 27,3 | 41,5 | 25,0 | 63,6 | 2,0 | 5,0  | 0,7 | 0,7 | 18,3 |
| Carriera | Carriera          | 22 | 22 | 36,8 | 44,5 | 34,4 | 75,0 | 6,2 | 8,1  | 1,4 | 0,3 | 26,0 |

#### Massimi in carriera
- Massimo di punti: 52 vs San Antonio Spurs (28 febbraio 2022)[82]
- Massimo di rimbalzi: 13 (4 volte)
- Massimo di assist: 17 vs Toronto Raptors (29 dicembre 2022)
- Massimo di palle rubate: 5 vs Los Angeles Lakers (23 novembre 2019)
- Massimo di stoppate: 3 vs Minnesota Timberwolves (21 aprile 2022)
- Massimo di minuti giocati: 45 (2 volte)

## Palmarès

### NCAA
- Consensus first-team All-American (2019)
- NCAA season assists leader (2019)
- Lute Olson Award (2019)
- Bob Cousy Award (2019)
- OVC Player of the Year (2019)
- 2x First-team All-OVC (2018, 2019)
- OVC Tournament MVP (2019)
- OVC All-Newcomer Team (2018)

### NBA
- NBA Rookie of The Year (2020)
- NBA All-Rookie First Team (2020)
- NBA All-Star Game: 2

2022, 2023
- NBA Most Improved Player (2022)
- All-NBA Team: 1

Second Team: 2022